# Lucas de Estrigônio
Lucas (em húngaro: Lukács) foi um prelado húngaro do século XII. Era bispo de Eger entre 1156 e 1158 e arcebispo de Esztergom de 1158 até à sua morte em 1181.